# Famiglia di lanciatori Lunga Marcia

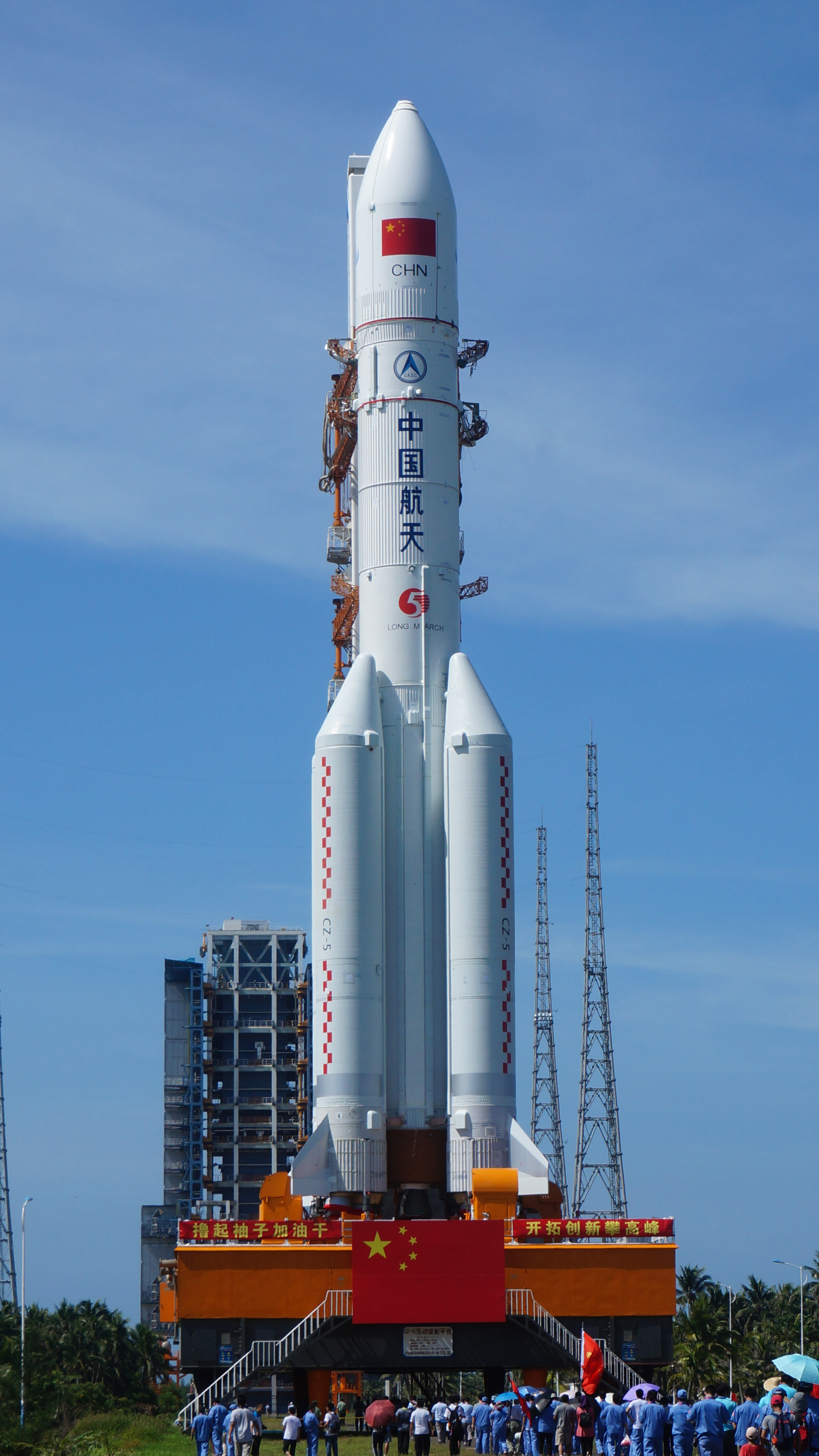
Il razzo Lunga Marcia 5 in attesa di essere trasportato al centro spaziale di Wenchang.

La famiglia di lanciatori Lunga Marcia (in cinese: 长征S, ChángzhēngP) è il prodotto di decenni di sviluppo dell'industria spaziale cinese. Il programma nacque nel 1969, con i lanci di prova del razzo Lunga Marcia 1 che nel 1970 spedì il primo satellite cinese in orbita. È chiamata così dalla lunga marcia, un importante passaggio della guerra civile cinese che portò alla fondazione della Repubblica Popolare Cinese.

## Storia
Grazie a questa famiglia di lanciatori, la Cina dal 1970 acquisì la possibilità di raggiungere lo spazio, e di trarne benefici per uso militare e commerciale. Inizialmente vennero lanciati solamente satelliti cinesi, ma dal 1986, anno del disastro dello Space Shuttle, si aprirono nuove opportunità commerciali e il mercato cinese si espanse: AsiaSat, un'azienda per le telecomunicazioni con base ad Hong Kong e in Canada, fu il primo cliente commerciale internazionale per l'Agenzia spaziale cinese, che usò il lanciatore Lunga Marcia 3 per portare il carico in orbita geostazionaria.

## Varianti

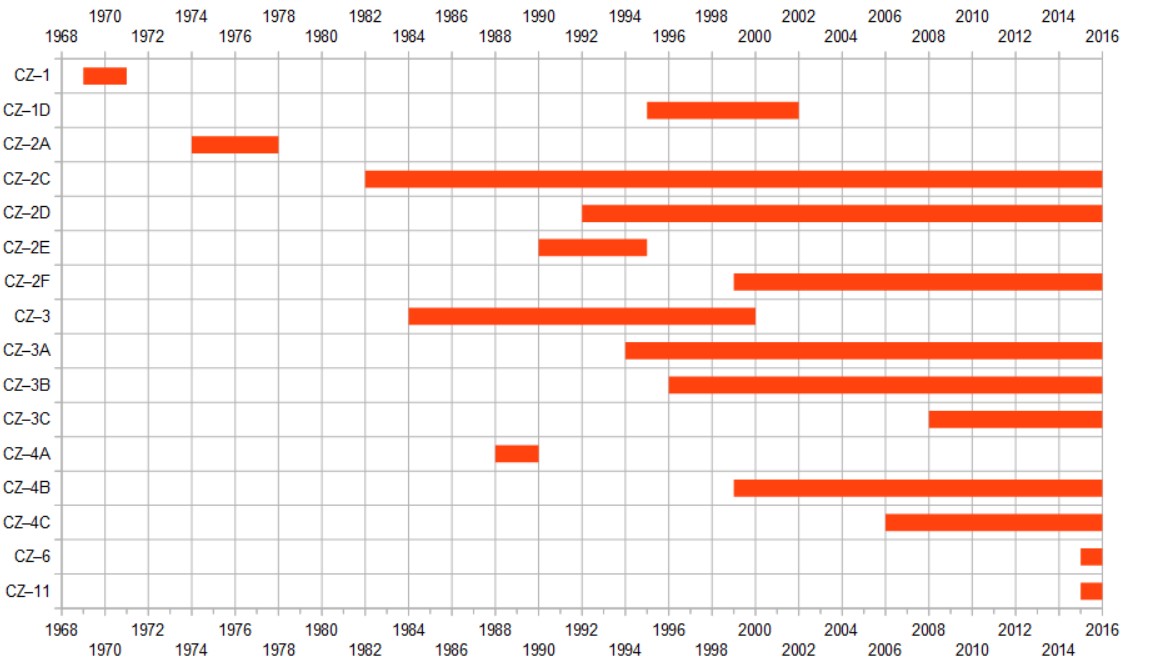
Linea temporale dei lanciatori della famiglia Lunga Marcia.
CZ è l'abbreviazione di Chángzhēng.

Nel corso degli anni sono stati sviluppati vari modelli per venire incontro a esigenze di carico e di trasferimento diverse.
| Modello         | Stato       | Stadi | Primo lancio con successo | Siti di lancio | Tipo e scopo |
| --------------- | ----------- | ----- | ------------------------- | -------------- | --- |
| Lunga Marcia 1  | Ritirato    | 3     | 1970                      | J              | Lanciatore leggero usato per lanciare il primo satellite cinese.                                                |
| Lunga Marcia 1D | Ritirato    | 3     | 1995                      | T              | Lanciatore leggero derivato da un missile balistico intercontinentale e usato solo per prove di rientro.        |
| Lunga Marcia 2A | Ritirato    | 2     | 1975                      | J              | Lanciatore medio usato poche volte per satelliti spia e rapidamente rimpiazzato dal LM-2C.                      |
| Lunga Marcia 2C | In uso      | 2+1   | 1982                      | J, T, X        | Lanciatore medio usato principalmente per satelliti spia e per telecomunicazioni.                               |
| Lunga Marcia 2D | In uso      | 2+1   | 1992                      | J, T           | Lanciatore medio per carichi in LEO e SSO.                                                                      |
| Lunga Marcia 2E | Ritirato    | 3     | 1990                      | X              | Lanciatore medio per carichi in GTO.                                                                            |
| Lunga Marcia 2F | In uso      | 2     | 1999                      | J              | Lanciatore medio per lanci con equipaggio umano derivato dal LM-2E.                                             |
| Lunga Marcia 3  | Ritirato    | 3     | 1984                      | X              | Lanciatore medio usato principalmente per satelliti per telecomunicazioni in GTO.                               |
| Lunga Marcia 3A | In uso      | 3     | 1994                      | X              | Lanciatore medio usato principalmente per satelliti per telecomunicazioni e posizionamento in GTO.              |
| Lunga Marcia 3B | In uso      | 3+1   | 1996                      | X              | Lanciatore medio usato principalmente per satelliti per telecomunicazioni in GSO.                               |
| Lunga Marcia 3C | In uso      | 3+1   | 2008                      | X              | Lanciatore medio con capacità intermedie tra il LM-3A e il LM-3B usato principalmente per carichi in GTO.       |
| Lunga Marcia 4A | Ritirato    | 3     | 1988                      | T              | Lanciatore medio usato solo per due lanci di satelliti meteorologici in SSO.                                    |
| Lunga Marcia 4B | In uso      | 3     | 1999                      | J, T           | Lanciatore medio per carichi in LEO e SSO.                                                                      |
| Lunga Marcia 4C | In uso      | 3     | 2006                      | J, T, X        | Lanciatore medio per carichi in LEO e SSO derivato dal LM-4B ma con 3º stadio riavviabile e ogiva più capiente. |
| Lunga Marcia 5  | In uso      | 2+1   | 2016                      | W              | Lanciatore pesante per grandi carichi in LEO e GTO.                                                             |
| Lunga Marcia 6  | In uso      | 3     | 2015                      | T              | Lanciatore leggero per piccoli carichi.                                                                         |
| Lunga Marcia 7  | In uso      | 2+1   | 2016                      | W              | Lanciatore medio progettato per rimpiazzare il LM-2F nei lanci con equipaggio umano.                            |
| Lunga Marcia 8  | In uso      | 2     | 2020                      | J, W           | Lanciatore medio simile al LM-7 con caratteristiche di riusabilità.                                             |
| Lunga Marcia 9  | In sviluppo |       | 2030+ (previsto)          |                | Lanciatore superpesante di capacità comparabile al SLS per future missioni umane verso la Luna e Marte.         |
| Lunga Marcia 10 | In sviluppo |       | 2027+ (previsto)          |                | Lanciatore pesante di capacità comparabile al Falcon Heavy per future missioni umane verso la Luna.             |
| Lunga Marcia 11 | In uso      | 4     | 2015                      | J              | Lanciatore leggero progettato per essere lanciato con poco preavviso, anche da veicoli e imbarcazioni.          |
| 1.              |             |       |                           |                | |